# Actinotia nigra
Actinotia nigra är en fjärilsart som beskrevs av Ribbe 1912. Actinotia nigra ingår i släktet Actinotia och familjen nattflyn. Inga underarter finns listade i Catalogue of Life.